# Flagel bacterià

El flagel bacterià es mou per un motor rotatori.

El flagel bacterià és una estructura filamentosa que serveix per a impulsar la cèl·lula bacteriana. Té una estructura única, completament diferent dels altres sistemes presents en altres organismes, com els cilis i flagel eucariotes, i els flagels arqueans dels archea. Presenta una semblança notable amb els sistemes mecànics artificials, ja que està compost de diverses peces i gira com una hèlix.

## Composició i estructura
Els flagels estan compostos per prop de 20 proteïnes, amb unes altres 30 proteïnes per a la seva regulació i coordinació. El filament és un tub buit helicoidal de 20 nm de gruix. El filament té un colze que permet convertir el moviment giratori en helicoidal.
El flagel bacterià està impulsat per un motor rotatiu compost per proteïnes, situat en el punt d'ancoratge del flagel en la membrana plasmàtica. El motor està impulsat per la força motriu d'una bomba de protons. El rotor pot girar a 6.000-17.000 revolucions per minut, però generalment el filament només arriba a 200-1000 rpm.